# Heidemarie Hatheyer
Heidemarie Hatheyer, född 8 april 1918 i Villach, Österrike-Ungern, död 11 maj 1990 i Zollikon, Schweiz, var en österrikisk skådespelare. Hon filmdebuterade 1938 i äventyrsfilmen Kampen om Matterhorn. Hennes medverkan i propagandafilmen Vem dömer? (Ich klage an) 1941 sågs efter andra världskrigets slut som mycket allvarlig av Allierade kontrollrådet. I filmen spelar hon en ung vacker kvinna som är svårt sjuk och desperat ber en läkare hjälpa henne dö. Den gjordes som förtäckt propaganda för nazisternas program Aktion T4, vilket i praktiken var ett program för ofrivillig dödshjälp. Hatheyer själv menade att hon inte haft något annat val än att spela rollen, men dömdes till yrkesförbud i fyra års tid. Förbudet gällde film, men inte teater.
Hon återvände till tysk film 1950 och medverkade sedan i filmer och TV-produktioner fram till sin död. Den tidigare kontrovers hon varit inblandad i hindrade henne inte från att på 1980-talet tilldelas hederspriset Filmband in Gold.

## Filmografi, urval
- 1938 – Kampen om Matterhorn
- 1940 – Mitt öde har vingar
- 1941 – Vem dömer?
- 1942 – Den stora skuggan
- 1950 – Mathilde Möhring
- 1951 – Du tog min kärlek
- 1953 – Pricken ordnar allt
- 1954 – Den store kirurgen
- 1955 – Råttorna
- 1957 – Glücksritter
- 1988 – Martha Jellneck